# Robbert Schilder
Robbert Schilder (ur. 18 kwietnia 1986 w Amstelveen) – holenderski piłkarz występujący na pozycji obrońcy. Od 2016 gra w Cambuur Leeuwarden.
Swoją karierę zaczynał w Amstelveen Heemraad, skąd w 2005 roku trafił do Ajaksu. W pierwszej drużynie zadebiutował 8 lutego 2006 roku w wygranym 1-0 meczu z Willem II Tilburg, zmieniając w 83 minucie Jeffreya Sarponga. W latach 2006–2008 przebywał na wypożyczeniu w Heracles Almelo, a w 2009 odszedł do NAC Breda. Latem 2012 roku został zawodnikiem FC Twente, a w 2016 trafił do Cambuur Leeuwarden.